# William McKinley

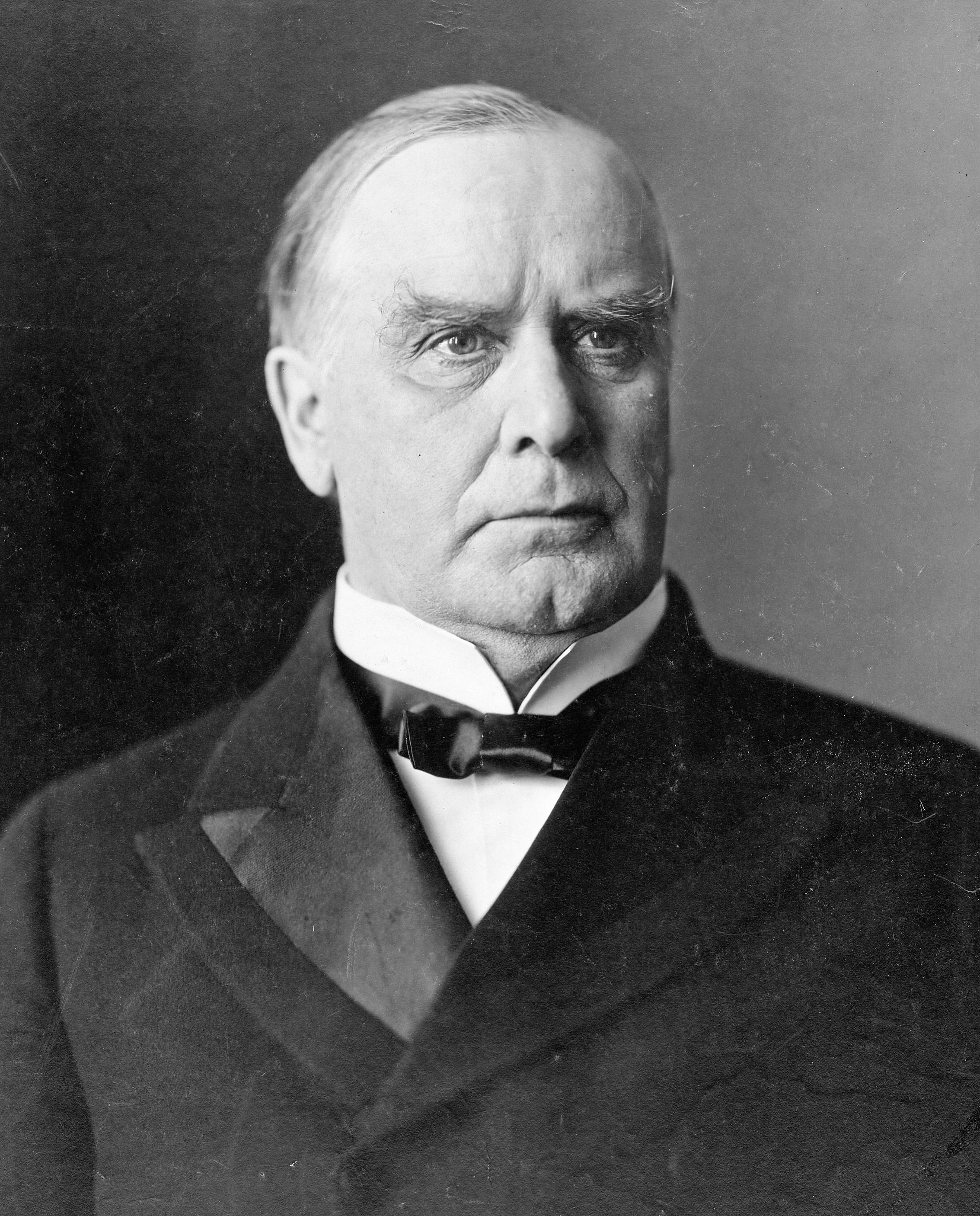
William McKinley (1900)

William McKinley, Jr. (* 29. Januar 1843 in Niles, Ohio; † 14. September 1901 in Buffalo, New York) war ein US-amerikanischer Politiker der Republikanischen Partei und der 25. Präsident der Vereinigten Staaten. Er übte dieses Amt vom 4. März 1897 bis zum 14. September 1901 aus, als er an den Folgen eines acht Tage zuvor auf ihn verübten Attentats starb.

## Leben

### Werdegang bis zur Präsidentschaft
William McKinley, Jr. war eines von neun Kindern von William McKinley (1807–1892) und Nancy Campbell Allison (1809–1897). Die Eltern waren irischer und schottischer Herkunft. 
1852 zog die Familie von Niles nach Poland, Ohio, damit ihre Kinder die dortigen besseren Schulen besuchen konnten. Nach seinem Abschluss am Poland Seminary im Jahr 1859 schrieb sich McKinley im folgenden Jahr am Allegheny College in Meadville, Pennsylvania ein. Er war Ehrenmitglied der Fraternity Sigma Alpha Epsilon. Er blieb ein Jahr lang in Allegheny und kehrte 1860 nach Hause zurück, nachdem er krank geworden war. Er studierte auch am Mount Union College, der heutigen University of Mount Union, in Alliance, Ohio, wo er später als Mitglied des Kuratoriums diente. Obwohl sich seine Gesundheit erholte, verschlechterten sich die Familienfinanzen, und McKinley konnte nicht nach Allegheny zurückkehren. Er begann als Postbeamter zu arbeiten und nahm später eine Stelle als Lehrer an einer Schule in der Nähe von Poland, Ohio an.
Er nahm aufseiten der Union am Sezessionskrieg teil, in den er 1861 als einfacher Soldat marschierte und aus dem er als Major ehrenhaft entlassen wurde, wobei er zeitweise unter dem späteren Präsidenten Rutherford B. Hayes diente. Er kämpfte während des Kriegs unter anderem in den Schlachten am Antietam, bei Kernstown und am Cedar Creek. Am 25. Januar 1871 heiratete er Ida Saxton, mit der er zwei Töchter hatte: Katherine (1871–1875) und Ida (1873–1873). Beide Kinder starben jung an Typhus. McKinley wurde 1876 für Ohio ins US-Repräsentantenhaus gewählt. Dort war er Wortführer einer strikten Schutzzollpolitik, womit er den Wünschen seiner industriellen Klientel entsprach, die aber 1890 eine schwere Wahlniederlage seiner Partei hervorrief. Dennoch wurde er im November 1891 zum Gouverneur von Ohio gewählt. Dieses Amt trat er Anfang 1892 an und übte es bis Januar 1896 aus. Während seiner Zeit als Gouverneur zeigte er Sympathien für Gewerkschaften und setzte sich für Arbeitnehmerrechte ein.

### Präsidentschaft (1897–1901)

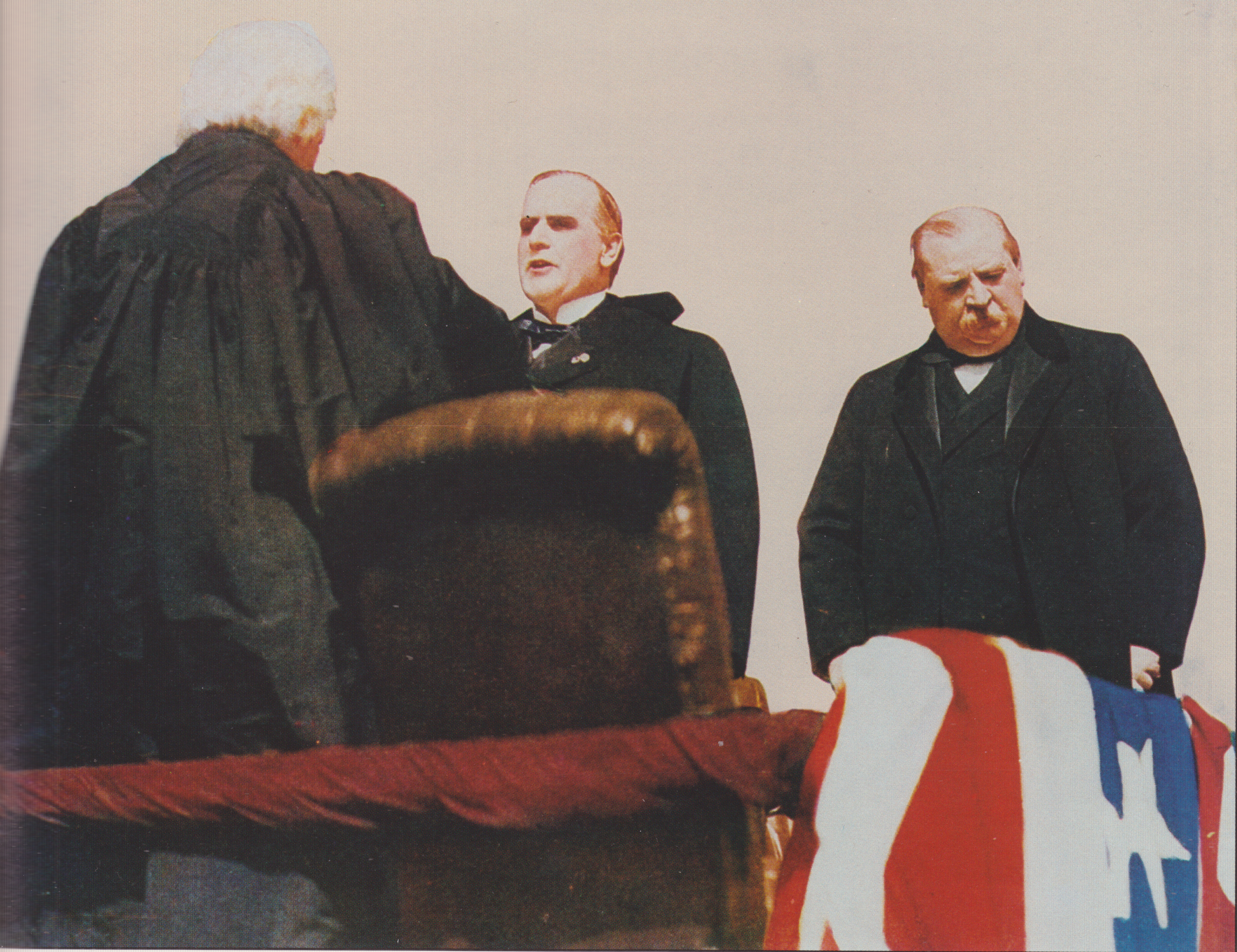
Vereidigung von William McKinley (Mitte) im März 1897, rechts Amtsvorgänger Grover Cleveland

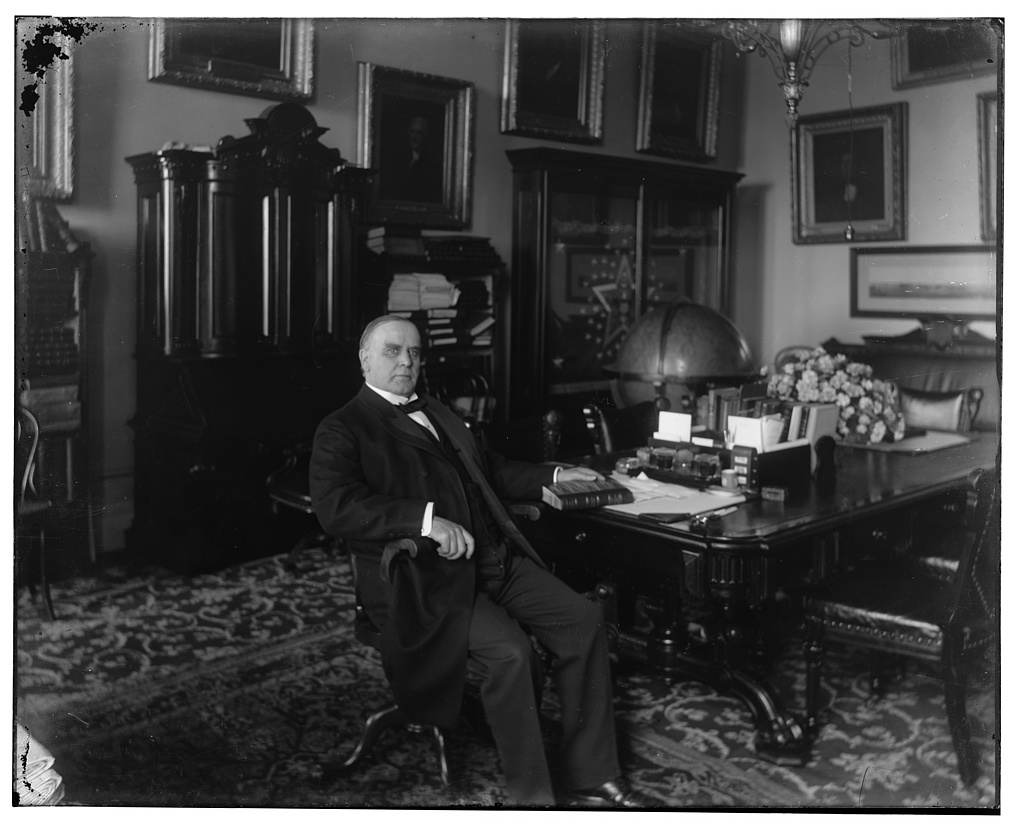
Präsident McKinley am Schreibtisch (1900)

Bereits als Gouverneur von Ohio hatte McKinley zunehmend Kontakte zu Unternehmern geknüpft, insbesondere zum Industriellen Mark Hanna. Dieser schlug McKinley eine Präsidentschaftskandidatur für die Wahl 1896 vor. Hanna fungierte fortan als McKinleys Wahlkampfmanager, dem es auch gelang, größere Summen an Spendengeldern zu beschaffen. Im Sommer 1896 wurde der ehemalige Gouverneur von Ohio zum Kandidaten der Republikanischen Partei gekürt. Am Wahltag, dem 3. November 1896, konnte McKinley den Kandidaten der Demokraten, William Jennings Bryan, komfortabel besiegen. Er errang – mit einem Stimmenanteil von 51 Prozent – 271 Wahlmännerstimmen, während auf Bryan 176 entfielen. Zum Vizepräsidenten wurde Garret Hobart gewählt. McKinley wurde am 4. März 1897 als Präsident der Vereinigten Staaten vereidigt. Er löste den nicht mehr kandidierenden Demokraten Grover Cleveland ab. McKinley wurde damit der letzte US-Präsident, der aktiv am Bürgerkrieg teilgenommen hatte.

#### Innenpolitik
Anders als in der Außenpolitik setzte McKinley innenpolitisch relativ wenig Akzente. So hatte er beispielsweise keine größere legislative Agenda. Seit Beginn seiner Amtszeit sprach sich McKinley für eine Neugestaltung der Einfuhrzölle aus. Obwohl er nach seinem Amtsantritt ein hohes Ansehen in der Öffentlichkeit genoss, konnte er nicht verhindern, dass der Kongress höhere Zölle beschloss. Obwohl der Präsident dem eher skeptisch gegenüberstand, unterzeichnete er die entsprechende Gesetzesvorlage. Auch wandte er sich dem Problem der sogenannten Trusts in der Wirtschaft kaum zu, obwohl diese in der Öffentlichkeit teilweise massiv kritisiert wurden. Er nahm daher Abstand von seiner Politik als Gouverneur, in der er Gewerkschaften nahegestanden hatte. In der Wirtschaftspolitik bekannte sich der Präsident sonst zur Laissez-faire-Theorie. McKinley gilt (auch wenn seine beiden Vorgänger bereits entsprechende Akzente setzten) als erster Präsident der Progressiven Bewegung. Umfassende, am Progressivismus orientierte Reformen sowie eine stärkere Bekämpfung von Trusts erfolgten erst unter seinem Nachfolger Theodore Roosevelt. Begünstigt durch die gute wirtschaftliche Lage um die Jahrhundertwende setzte er auf eine stabile Währungspolitik durch den Goldstandard und förderte die amerikanische Industrie durch Schutzzölle und die Erschließung neuer Absatzmärkte in Ostasien: Open-Door-Policy to China.

#### Außenpolitik
Ende der 1890er-Jahre rückte eine aktivere Außenpolitik des Landes mehr und mehr ins Zentrum öffentlicher Diskussionen. Dies begründete sich insbesondere im Vordringen europäischer Kolonialmächte in Afrika und Asien. Unter McKinleys Präsidentschaft billigte der Kongress einen weiten Ausbau der Seestreitkräfte. Deren Aufgabe sollte unter anderem auch darin bestehen, den Überseehandel zu schützen. Imperialistische Strömungen in der amerikanischen Politik zielten in besonderem Maße auf die Erschließung neuer Wirtschaftsmärkte. Der Präsident stimmte mit den Positionen der Imperialisten im Wesentlichen überein. So führte er das Land in den Spanisch-Amerikanischen Krieg (1898). Im Friedensvertrag von Paris hatten die Vereinigten Staaten, wie schon in der im April 1898 ausgesprochenen Kriegserklärung an Spanien, auf eine Annexion Kubas verzichtet, doch fielen ihnen die Philippinen, Puerto Rico und Guam zu. Unter McKinleys Präsidentschaft annektierten die Vereinigten Staaten das Königreich Hawaiʻi und wurden zu einer Kolonialmacht.
Nachdem die Amerikaner auf den Philippinen angekommen waren, brach der Philippinisch-Amerikanische Krieg mit der Ersten Philippinischen Republik aus, die zuvor ihre Unabhängigkeit von der spanischen Kolonialherrschaft erklärt hatte. Der Konflikt verursachte großes Leid für die Zivilbevölkerung, die US-Streitkräfte verübten Massaker, Folter und andere Gräueltaten. Die meisten Schätzungen gehen davon aus, dass die Gesamtzahl der philippinischen Todesopfer zwischen 200.000 und 250.000 liegt, hauptsächlich aufgrund von Cholera und Hungersnot; einige Schätzungen gehen sogar von 1,5 Millionen Todesfällen aus. Danach waren die Philippinen bis zum Zweiten Weltkrieg faktisch eine amerikanische Kolonie. Insgesamt schlugen die Vereinigten Staaten außenpolitisch unter McKinleys Präsidentschaft einen imperialistischen Kurs ein und wurden Weltmacht. In diese Phase fiel auch das Ende der Binnenkolonisation im Westen des Landes.
Unter McKinley wurden außerdem die Beziehungen zum Vereinigten Königreich intensiviert. In den folgenden Jahren führte dies zu sehr engen politischen und wirtschaftlichen Kooperationen beider Länder.

#### Wiederwahl 1900

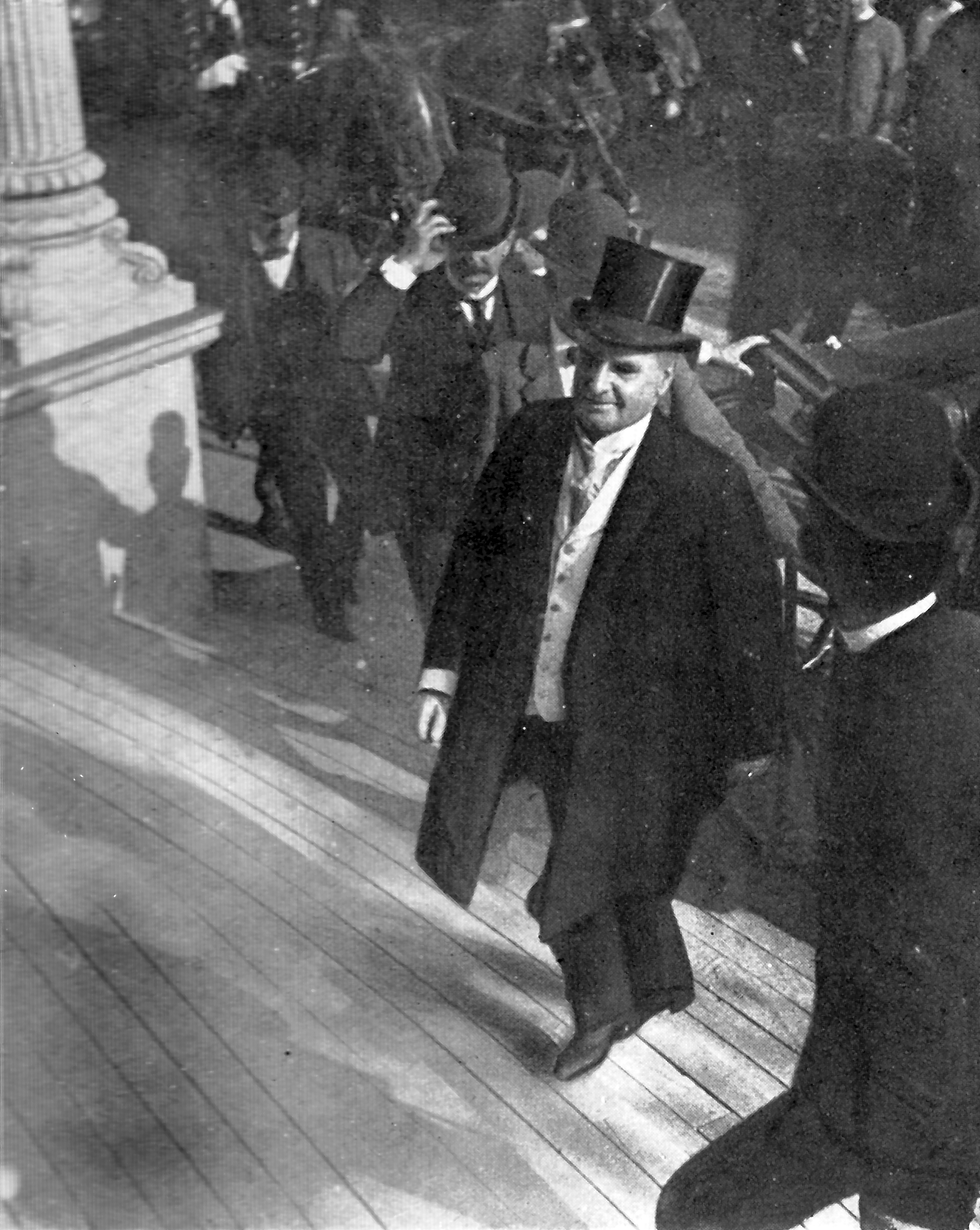
Letzte Aufnahme von William McKinley vor dem Attentat am 6. September 1901

Im November 1900 wurde McKinley für eine zweite Amtsperiode wiedergewählt. Bei der Wahl kam es erneut zum Duell zwischen ihm und dem Demokraten Bryan, wobei sich McKinley erneut mit 292 Wahlmännerstimmen zu 155 Stimmen klar durchsetzte.
Seine zweite Amtszeit trat er turnusgemäß am 4. März 1901 an.

#### Ermordung

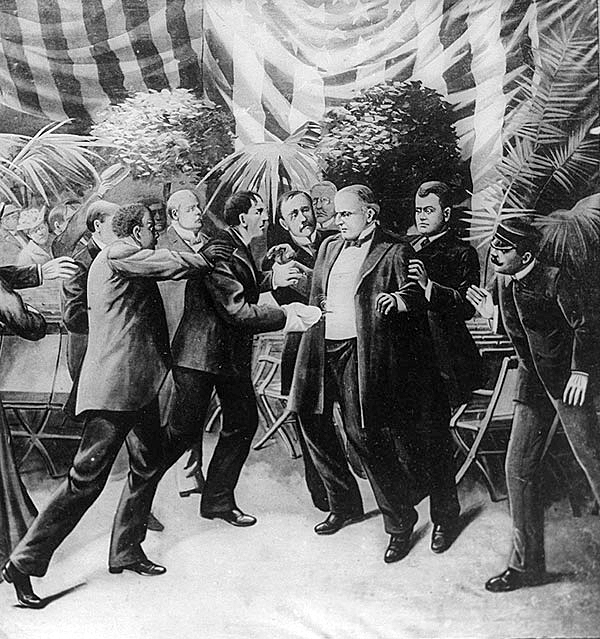
Die Ermordung Präsident McKinleys

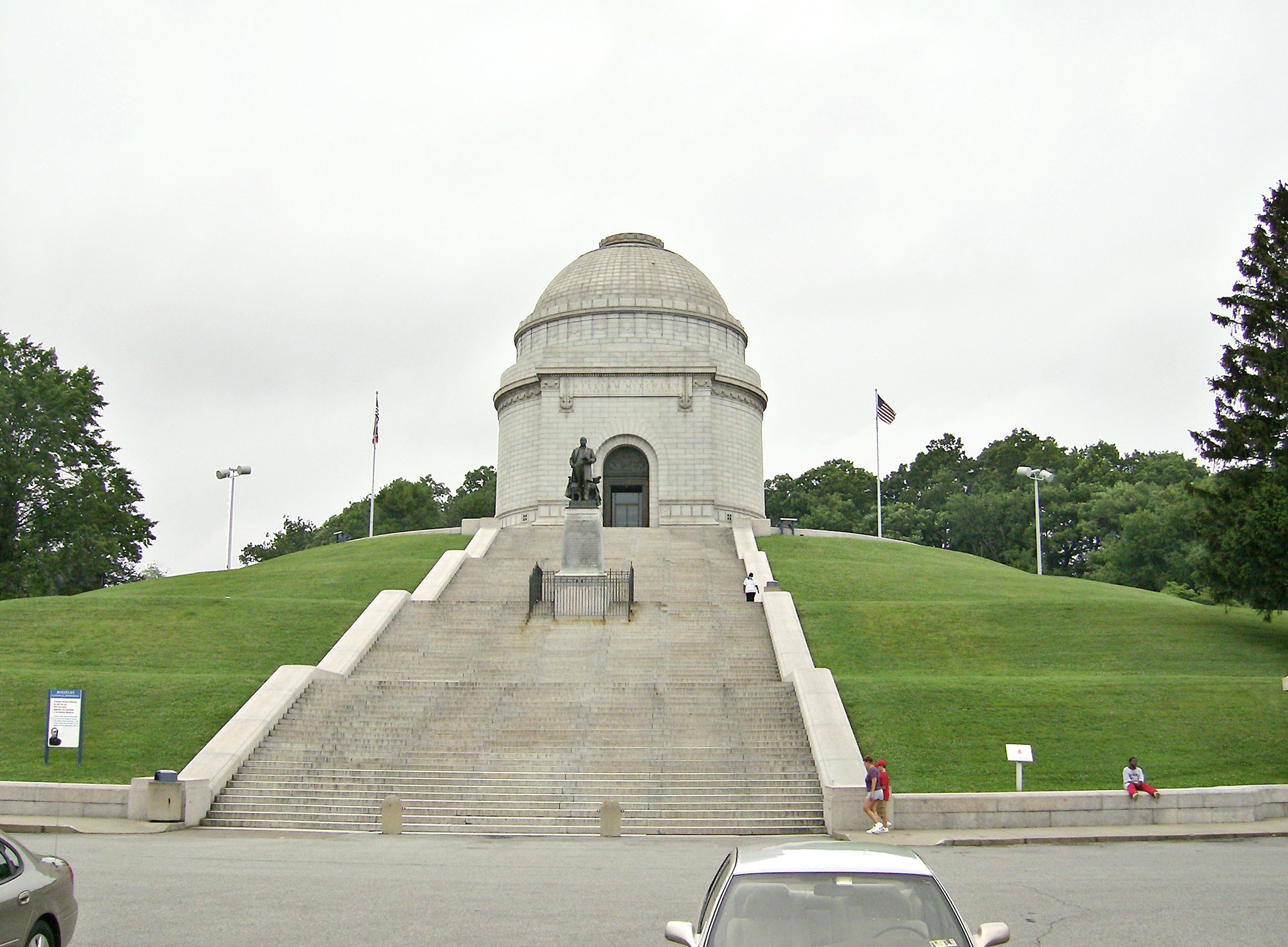
Grabmal William McKinleys in Canton, Ohio

Ein halbes Jahr später, am 6. September 1901, wurde McKinley von dem Anarchisten Leon Czolgosz beim Besuch der Pan-American Exposition, der Weltausstellung in Buffalo, New York, angeschossen. Zunächst bestand noch Hoffnung, dass der Präsident die beiden Schussverletzungen, die er in Brust und Unterleib erlitten hatte, überlebt. Doch acht Tage nach dem Attentat erlag McKinley im Alter von 58 Jahren seinen schweren Verletzungen.
Er war nach Abraham Lincoln 1865 und James A. Garfield 1881 der dritte ermordete US-Präsident sowie das fünfte während seiner Amtszeit verstorbene Staatsoberhaupt des Landes. Czolgosz legte ein Geständnis ab, den Präsidenten angeschossen zu haben; am 29. Oktober wurde er auf dem elektrischen Stuhl hingerichtet.
Nach seinem Tod wurde McKinley wie auch Lincoln und später John F. Kennedy im Ostsaal des Weißen Hauses aufgebahrt. Im Anschluss fand noch eine Aufbahrung in der Rotunde des Kapitols statt. Am 19. September wurde der 25. Präsident der Vereinigten Staaten in Canton, Ohio bestattet. Dort wurde ihm auch ein Denkmal gewidmet.
Sein Nachfolger im Weißen Haus wurde der bisherige Vizepräsident Theodore Roosevelt, der erst im März desselben Jahres die Nachfolge des während McKinleys erster Amtsperiode verstorbenen Garret Hobart angetreten hatte. Als Reaktion auf die Ermordung McKinleys beauftragte der Kongress den Secret Service, der zuvor nur für die Bekämpfung von Finanzkriminalität zuständig gewesen war, mit dem Schutz des Präsidenten.

## Nachwirkung

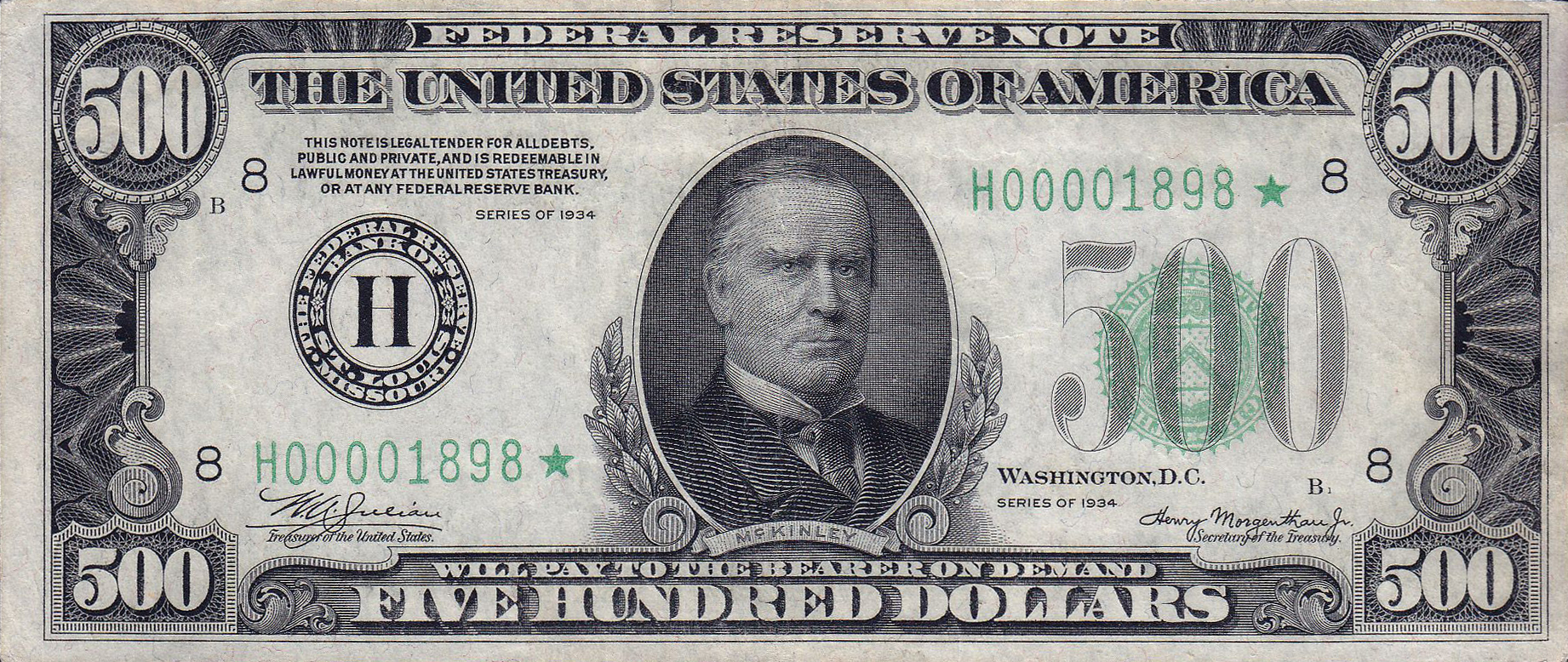
500-Dollar-Banknote mit McKinleys Konterfei

Unter Historikern sowie der amerikanischen Öffentlichkeit wird McKinley heute als durchschnittlicher Präsident angesehen. Seine Popularität zu Lebzeiten und während seiner Amtszeit verblasste recht schnell nach seinem Tod, was im Wesentlichen auf die Amtsführung seines Nachfolgers  Roosevelt zurückzuführen ist. Dieser führte die Außenpolitik im Wesentlichen weiter und orientierte sich innenpolitisch deutlich mehr am Progressivismus. Während McKinley nach Meinung der meisten Historiker in der Innenpolitik keine bleibenden Akzente (wie beispielsweise ein Reformprogramm) setzen konnte, begann er mit einer Neuausrichtung der US-Außenpolitik. Fortan traten die Vereinigten Staaten in der Weltpolitik stärker als bisher auf und begannen, ihre Interessen im Zweifelsfall auch durch den Einsatz ihrer Streitkräfte durchzusetzen.
Durch McKinleys verstärkte Außenpolitik ging auch die Ära des Gilded Age zu Ende, dessen US-Präsidenten als weniger führungsstark angesehen wurden. Dies begründet sich insbesondere damit, dass nach dem Sezessionskrieg und der damit verbundenen Amtsführung Lincolns die amerikanischen Präsidenten im letzten Drittel des 19. Jahrhunderts weniger Einfluss auf die Politik ausgeübt hatten.
In Buffalo, New York wurde 1907 zu Ehren von McKinley ein Monument errichtet. 1917 wurde der höchste Berg Nordamerikas nach McKinley benannt. Von 2015 bis 2025 trug der Berg wieder seinen ursprünglichen indigenen Namen, Denali. Präsident Donald Trump nannte ihn 2025, bereits am ersten Tag seiner Amtszeit, wieder Mount McKinley, obwohl McKinley weder aus Alaska stammte noch jemals einen Fuß auf den Berg gesetzt hatte.
1924 und 1934 wurde das Porträt von McKinley auf der 500-Dollar-Banknote abgedruckt, die bis 1969 als Zahlungsmittel ausgegeben wurde. Außerdem ist ein County nach McKinley benannt, das McKinley County in New Mexico. McKinley war außerdem der erste amerikanische Präsidentschaftskandidat, der sich filmen ließ.